# Pere Orsèol
Pere Orsèol, de vegades escrit Ursèol, (Rivo Alto, prop d'Udine, 928 - Sant Miquel de Cuixà, Conflent, 997), va ser dux de la República de Venècia, retirat a la vida monàstica i eremítica. És venerat com a sant per l'església Catòlica.

## Orígens

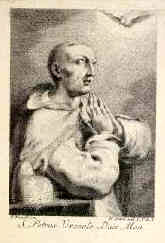
Gravat amb Sant Pere Orsèol

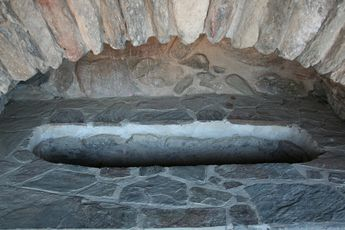
Antiga tomba de Pere Orsèol al claustre de Cuixà

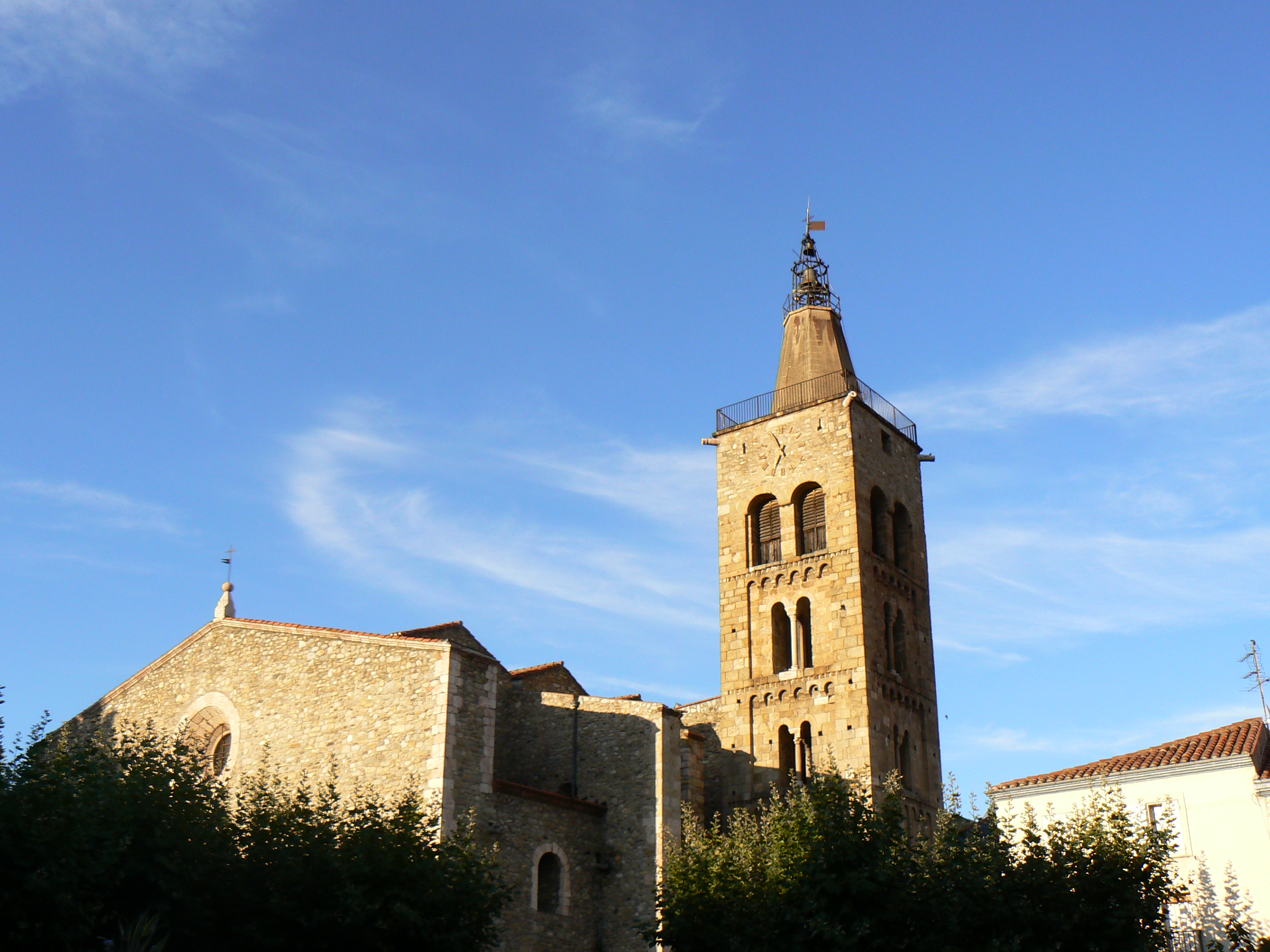
Església de Prada, actual enterrament del sant

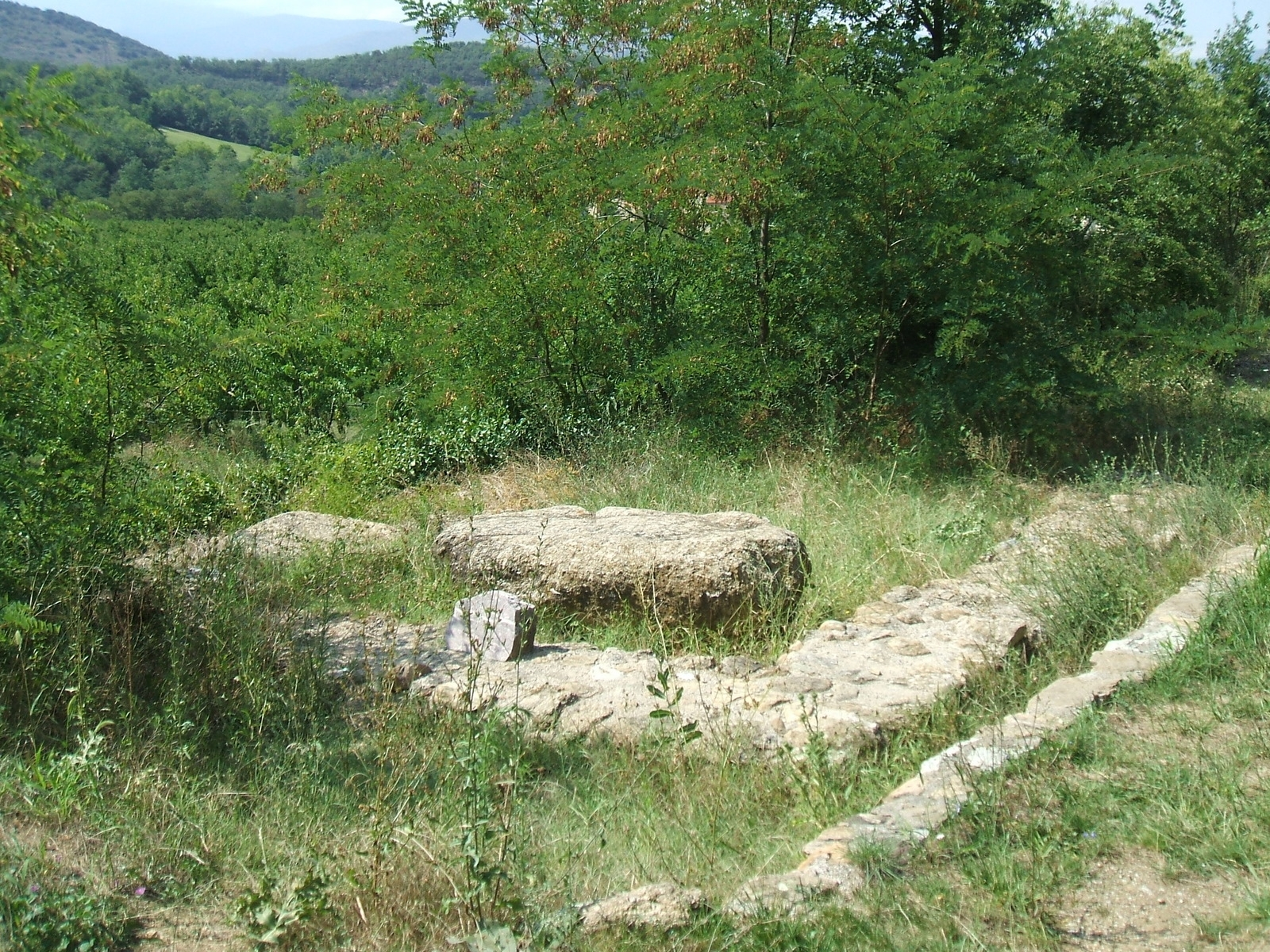
Restes de l'ermita de Pere Orsèol, prop de Cuixà

Pere Orsèol pertanyia a una noble família veneciana. Estava casat amb Felícia, que segons les cròniques contemporànies era de la família Maripietro, però segons altres historiadors de la Badoer. Foren pares del futur dux Pere II Orsèol.

## Dux de Venècia
En 976 va participar en el cop d'estat per tal de suplantar el dux Pere IV Candiano: després de fer-lo assassinar, va erigir-se'n en successor. Com a governant, va demostrar talent: va imposar la pau a Venècia, i va reconstruir la Basílica de Sant Marc, el palau Ducal i els edificis destruïts durant els conflictes, a més d'una bona part de la ciutat que havia estat incendiada. A la basílica va fer amagar les restes de Sant Marc evangelista per evitar-ne una possible pèrdua. Va fer construir dos hospitals nous.
En política, va restablir les relacions amb el Sacre Imperi Romanogermànic, malmeses arran del cop d'estat, ja que Pere IV Candiano era un home de confiança de l'emperador Otó II del Sacre Imperi. El 12 d'octubre de 977 va renovar tots els pactes existents amb la ciutat de Capodistria, els documents dels quals s'havien perdut a l'incendi del palau. Igualment, respectà els béns del difunt Pere IV, garantint-ne la possessió a la seva vídua.

## Retir a Cuixà
Cap al 978 va arribar a Venècia Garí, abat benedictí de Sant Miquel de Cuixà per pelegrinar a San Marco. Pere Ursèol el conegué i, arran de la conversa amb ell, va tenir una crisi espiritual. L'1 de setembre de 978 va deixar Venècia, acompanyat dels nobles Joan Gradenigo, Joan Morosini (gendre seu) i Romuald de Ravenna, sense deixar-ne rastre i sense previ avís. Tots dos, amb un nom fals, van ingressar com a monjos al monestir de Sant Miquel de Cuixà, al Conflent. Pere hi va passar la resta de la seva vida en penitència i oració. Al final de la seva vida, va deixar el monestir per a fer-se eremita en un bosc proper, on va ser-hi set anys fins que morí, sota la guia espiritual de Romuald.
La seva esposa, Felicitas, havia acceptat que marxés, entenent la seva voluntat. El seu fill únic Pere fou després dux de Venècia amb el nom de Pere II Ursèol i, seguint-ne l'exemple, va demostrar honradesa al servei de la República. El fill d'aquest, Otó, fou dux i un net, rei d'Hongria.

## Veneració
El seu cos va ser enterrat al claustre del monestir i, més tard, en ésser beatificat, va traslladar-se a l'església. El 6 de desembre de 1644 se'n col·locaren les relíquies en una arqueta a la capella de Sant Romuald, que passà a estar dedicada als dos sants. Algunes relíquies van ser donades a Venècia arran de la canonització: hi arribaren tres ossos de la cama esquerra, que el gener de 1733 foren dipositats a la Basílica de San Marco. Des de llavors, cada 14 de gener s'hi feia una missa solemne on s'exposaven les relíquies de l'antic dux. Les relíquies de Cuixà, en 1790 i durant la Revolució Francesa, van ser traslladades a l'església de Sant Pere de Prada de Conflent, on són avui dia. El 1027 fou declarat beat per l'Església catòlica i canonitzat en 1731. La seva festa se celebra el 10 de gener.